# Alexandrinische Patriarchengeschichte
Die Alexandrinische Patriarchengeschichte ist der Liber Pontificalis des Patriarchats von Alexandria der Kopten.
Die älteste arabische Fassung wurde im 11. Jahrhundert zusammengestellt durch den alexandrinischen Laienchristen Mawhūb ibn Mansūr ibn Mufarrij, insofern nicht, wie verbreitet angenommen, von Sawirus ibn al-Muqaffa'. Für die ersten 65 Pontifikate benutzte Mawhūb verschiedene historiographische und hagiographische Schriften in koptischer Sprache, darunter das am Ende des 7. Jahrhunderts in offiziellem kirchlichen Auftrag entstandene Werk eines Archidiakons Georgios über die Zeit 450–700. Arabische Originalwerke Mawhūbs sind seine Biographien der Patriarchen Christodoulos (1036–1077) und Kyrillos II. (1078–1092). Verschiedene Nachfolger setzten die „Alexandrinische Patriarchengeschichte“ bis in die Neuzeit fort.

## Ausgaben
- B. T. A. Evetts: History of the Patriarchs of the Coptic Church of Alexandria = Patrologia Orientalis 1. 5. 10 (Paris 1904–1915);
- C. F. Seybold: Severus ibn al Muqaffa'. Alexandrinische Patriarchengeschichte von S. Marcus bis Michael I (61–767), nach der ältesten 1266 geschriebenen Hamburger Handschrift im arabischen Urtext herausgegeben (Hamburg 1912);
- C. F. Seybold: Severus Bn al-Muqaffa' Historia Patriarcharum Alexandrininorum = CSCO arab. III 9 (Beyrouth - Paris 1904–1910);
- A. S. Atiya, Y. 'Abd al-Masîh, O. H. E. KHS Burmester, A. Khater: History of the Patriarchs of the Egyptian Church (Le Caire 1943–1974).